# 圭亞那小公魚
圭亞那小公魚（学名：Anchoviella guianensis）為輻鰭魚綱鲱形目鳀科的其中一種，种加词 guianensis 意为“圭亚那的”。分布於南美洲奧里諾科河及亞馬遜河流域，本魚體延長，吻約1/2眼徑，臀鰭短，體側有一寬銀色條紋，寬度約1/2眼徑，臀鰭軟條14-18條，體長可達9公分，喜群游，棲息在溪流，以浮游生物為食。